# Bahar: Viață furată
Bahar: Viață furată este un serial dramatic turcesc. Premiera originală a avut loc în Turcia la data de 16 februarie 2014 pe canalul de televiziune turc FOX TV, iar în România, serialul a avut premiera la 4 ianuarie 2016 pe postul Kanal D. Serialul are 4 sezoane și 131 episoade. Rolul principal este interpretat de actrița Ezgi Asaroğlu.